# Мужская сборная Малайзии по софтболу
Мужская национальная сборная Малайзии по софтболу — представляет Малайзию на международных софтбольных соревнованиях. Управляющей организацией является Ассоциация софтбола Малайзии (англ. Softball Association of Malaysia).

## Результаты выступлений

### Чемпионаты Азии
| Год        | Победы         | Поражения      | Место          |
| ---------- | -------------- | -------------- | -------------- |
| 1968—1974  | не участвовали | не участвовали | не участвовали |
| 1985       |                |                | 6              |
| 1990       | не участвовали | не участвовали | не участвовали |
| 1994       |                |                | 7              |
| 1998       |                |                | 4              |
| 2003       | не участвовали | не участвовали | не участвовали |
| 2006       |                |                | 6              |
| 2012—2014  | не участвовали | не участвовали | не участвовали |
| 2018       | 2              | 6              | 7              |
| 2022—н. в. | не участвовали | не участвовали | не участвовали |